# Val de San Vicente
Val de San Vicente es un municipio de la comunidad autónoma de Cantabria, España. Limita al norte con el mar Cantábrico, al oeste con los concejos asturianos de Ribadedeva y Peñamellera Baja, al sur con Herrerías y al este con San Vicente de la Barquera. 
Val de San Vicente es el municipio más occidental de la costa cántabra y está situado en la desembocadura de los ríos Deva y Nansa, que aportan sus aguas al mar en las rías de Tina Mayor y Tina Menor respectivamente. 
Su actividad económica viene determinada por su situación geográfica, de gran valor paisajístico, que es un atractivo para el turismo, principal fuente de ingresos del municipio. Por otra parte la industria alimentaria también se ha hecho un hueco en la economía de Val de San Vicente con las corbatas como principal producto y desde luego el más típico de la zona.
El municipio es atravesado por la Autovía del Cantábrico y por la línea de ferrocarril de FEVE Santander-Oviedo. Por otra parte, de Unquera parte la principal carretera que comunica a la comarca de Liébana con la costa y el resto de Cantabria.
Durante el Antiguo Régimen este municipio perteneció como señorío a los Marqueses de Aguilar de Campoo.

## Geografía
Integrado en la comarca de Costa Occidental, su capital, Pesués, se sitúa a 64 kilómetros de Santander. El término municipal está atravesado por la Autovía del Cantábrico (A-8), por las carreteras nacionales N-634, entre los pK 273 y 280, y N-621 (León-Unquera), por la carretera autonómica CA-181, que conecta con Herrerías, y por carreteras locales que permiten la conexión entre las pedanías. 
El relieve del municipio está definido por las rías de Tina Menor (desembocadura del río Nansa) y Tina Mayor (desembocadura del río Deva), la costa más occidental de Cantabria y los montes que se alzan entre los ríos Nansa y Deva, el último de los cuales hace de límite natural con Asturias. La altitud oscila entre los 400 metros en el extremo suroriental y el nivel del mar. La capital, Pesués, se alza a 50 metros sobre el nivel del mar. El extremo oriental forma parte del Parque Natural de Oyambre.
| Noroeste: Ribadedeva (Asturias)       | Norte: mar Cantábrico | Nordeste: San Vicente de la Barquera            |
| Oeste: Ribadedeva (Asturias)          |                       | Este: San Vicente de la Barquera                |
| Suroeste: Peñamellera Baja (Asturias) | Sur: Herrerías        | Sureste: San Vicente de la Barquera y Herrerías |

### Clima
El territorio municipal se ubica en la región climática de la Iberia Verde de clima Europeo Occidental, clasificada también como clima templado húmedo de verano fresco del tipo Cfb según la clasificación climática de Köppen.

## Historia
En abril de 1973 se anunció que Electra de Viesgo iba a construir la central nuclear de Santillán, de cuatro unidades y una potencia de cuatro millones de kilovatios, cuyo coste inicial se calculó en 80 000 millones de pesetas. La empresa adquirió 71,6 hectáreas de terreno en una franja costera que abarca superficie de los municipios de San Vicente de la Barquera y Val de San Vicente, junto a la ensenada de la playa de La Fuente; sobre los acantilados de Santillán-Boria se construyó una zanja para realizar los sondeos previos para la construcción de la central nuclear en este terreno. Se programó que comenzara a exportar energía en 1982, con una potencia de 970 megavatios. Finalmente, debido a la oposición política y social, tanto de cántabros como de asturianos, la empresa eléctrica abandonó el proyecto de forma provisional.

## Demografía
Val de San Vicente cuenta con una población de 2808 habitantes (INE 2024).
| Gráfica de evolución demográfica de Val de San Vicente entre 1842 y 2021                                            |
| |
| Población de derecho según los censos de población del INE Población de hecho según los censos de población del INE |

### Localidades
Sus 2808 habitantes (INE 2024) viven en:
- Abanillas, 63 hab.
- Estrada, 15 hab.
- Helgueras, 60 hab.
- Luey, 183 hab.
- Molleda, 163 hab.
- Muñorrodero, 101 hab.
- Pechón, 230 hab.
- Pesués (capital municipal), 326 hab.
- Portillo, 60 hab.
- Prellezo, 251 hab.
- Prío, 85 hab.
- San Pedro de las Baheras, 54 hab.
- Serdio, 168 hab.
- Unquera, 1049 hab.

## Administración y política
Roberto Escobedo (PSC-PSOE) es el actual alcalde del municipio, tras renunciar a la alcaldía el anterior alcalde, Miguel González Vega. El anterior alcalde renunció al cargo en marzo de 2012 debido a su elección como senador en los comicios nacionales de 2011. Las siguientes tablas muestran los resultados de las elecciones municipales celebradas en el año 2003 y 2007. En las elecciones del 2011, el PSOE fue de nuevo el vencedor de las mismas con un 55,63% de los votos y 7 concejales. El PP consiguió 3 ediles y el PRC uno.
| Partido político                         | 2023  | 2023  | 2023       | 2019  | 2019  | 2019       | 2015  | 2015  | 2015       | 2011  | 2011  | 2011       | 2007  | 2007  | 2007       | 2003  | 2003  | 2003       |
| Partido político                         | Votos | %     | Concejales | Votos | %     | Concejales | Votos | %     | Concejales | Votos | %     | Concejales | Votos | %     | Concejales | Votos | %     | Concejales |
| Partido Socialista Obrero Español (PSOE) | 955   | 55,84 | 7          | 893   | 52,07 | 6          | 1052  | 59,10 | 8          | 1043  | 56,81 | 7          | 1095  | 59,71 | 8          | 1001  | 54,91 | 6          |
| Partido Popular (PP)                     | 592   | 34,61 | 4          | 459   | 26,76 | 3          | 336   | 18,88 | 2          | 434   | 23,64 | 3          | 397   | 21,65 | 2          | 449   | 26,63 | 3          |
| Partido Regionalista de Cantabria (PRC)  | 82    | 4,79  | 0          | 163   | 9,50  | 1          | 116   | 6,52  | 0          | 221   | 12,04 | 1          | 180   | 9,81  | 1          | 308   | 16,90 | 2          |
| Izquierda Unida (IU)-Podemos             | 67    | 3,91  | 0          | 181   | 10,55 | 1          | 18579 | 20,72 | 6          | —     | —     | —          | —     | —     | —          | 41    | 2,25  | 0          |
| Agrupación de Vecinos de San VIcente     | —     | —     | —          | —     | —     | —          | —     | —     | —          | 104   | 5,66  | 0          | 134   | 7,31  | 0          | —     | —     | —          |
| Ganemos Juntos                           | —     | —     | —          | —     | —     | —          | 225   | 14,33 | 1          | —     | —     | —          | —     | —     | —          | —     | —     | —          |

## Economía
De acuerdo con la Contabilidad Regional que realiza el Instituto Nacional de Estadística, en el año 2014 la renta per cápita de Val de San Vicente era de  13 802 euros por habitante, por debajo de la media regional que se sitúa en 13 888 € y la estatal (13 960 €).

## Patrimonio
Existen en el municipio los siguientes Bienes de Interés Cultural:
- Camino Lebaniego, Patrimonio de la Humanidad, que enlaza el Camino de Santiago de la costa con el Camino Francés – afectando, aparte de este municipio, a los de San Vicente de la Barquera, Herrerías, Lamasón, Cillorigo de Liébana, Potes, Cabezón de Liébana, Camaleño y Vega de Liébana.
- Torre de Estrada, en Estrada, monumento, 1992
- Cueva de la Fuente del Salín, en Muñorrodero, zona arqueológica, 2000
- Castro de Castillo, en Prellezo, zona arqueológica, 2004

Hay, además, un bien de interés local, las ruinas de la antigua iglesia medieval del cementerio en Portillo

### Playas
- Playa de Barnejo-Berrellín
- Playa de Mío
- Playa de Arama
- Playa de las Arenas

## Ciudades hermanadas
- Mios, Francia